# Bezena
Bezena (med okoliškimi prebivalci Bezdena) je potok, ki teče po južnem pobočju planote Pokljuka, skozi naselje Nomenj in se izliva v Savo Bohinjko. Izvira nedaleč od Koprivnika v Bohinju. Potok ima več slapov in skočnikov, najpogosteje je obiskovan spodnji (zadnji) 15 meterski, t. i. Bezenski slap /Bezdenski slap/, nad njim pa se poleg ostalih nahaja tudi 30-40 meterski slap. V Bezeno /Bezdeno/ se izliva potok Koritnica, ki teče okrog 100 m vstran in tudi tvori lepe slapove.